# Тесла (презиме)
Тесла је српско презиме из Лике. Потиче из села Радуча на обронцима Велебита. На попису из 1712. године, један део села имао је презиме Драганић, а други Тесла, из чега се посредно закључује да је део породице променио презиме. Крсна слава ове породице је Свети Ђорђе. Претпоставља се да би промена могла потицати од једног претка који је имао карактеристично изражену и јаку горњу вилицу, па је подсећало на алатку за обраду (тесање) дрвета (тесла, кесер). Преци родоначелника ове фамилије су дошли из места Пилатовци засеока близу Вучијег Дола (Црна Гора). 

## Најпознатији носиоци презимена
- Ђука Тесла, жена Милутина Тесле и мајка Николе Тесле,
- Милутин Тесла, православни свештеник горњокарловачке митрополије XIX века, отац Николе Тесле,
- Никола Тесла (рођен 10. јула 1856, село Смиљан код Госпића тада Војна крајина, умро 7. јануара 1943, Њујорк, САД), српски проналазач и научник у области физике, електротехнике и радиотехнике,
- Слађана Тесла, српска манекенка.